# Opération Colère de Bohoma
Cet article possède un paronyme, voir Bataille de Bohoma.
Insurrection de Boko Haram
Batailles
L'opération Colère de Bohoma a lieu du 31 mars au 8 avril 2020 pendant l'insurrection de Boko Haram.

## Prélude
Le 23 mars 2020, 98 soldats tchadiens sont tués dans une attaque de Boko Haram contre la base de Bohoma, sur une île du lac Tchad. Pour l'armée tchadienne, le bilan est le plus lourd jamais enregistré dans un combat contre les djihadistes. Le président tchadien Idriss Déby déclare : « Je refuse cette défaite et la réplique doit être foudroyante ».
L'opération vise les deux factions rivales de Boko Haram, l'État islamique en Afrique de l'Ouest (EIAO) et le Groupe sunnite pour la prédication et le djihad.

## Déroulement
L'armée tchadienne lance son opération le 31 mars,. Au moins 6 000 hommes sont alors déployés dans la région du lac Tchad. Un bataillon de 480 hommes en route pour la « région des trois frontières » entre le Mali, le Burkina Faso et le Niger est rappelé en urgence. Le président Idriss Déby prend lui-même le commandement, dirigeant les opérations en uniforme depuis l'île de Kaiga-Kindjiria. Il signe un décret déclarant « zones de guerre » les départements de Fouli et de Kaya, situés dans la province du Lac, à la frontière avec le Niger et le Nigéria.
La télévision tchadienne publie les premières images de combats, montrant d'abord ses hélicoptères en action, puis bientôt des images de tués et prisonniers parmi les djihadistes. Un message d'Abubakar Shekau où il demande à ses troupes de faire face à l'offensive est publié, ce qui indique que son groupe est également visé. Il demande également aux Tchadiens de se rebeller contre leur président qui se bat pour l'ignorance (jahl en arabe).
L'armée se porte également en profondeur, jusque dans les zones du lac situées en territoire nigérien et nigérian,. Le Nigéria déclare soutenir militairement l'opération, bombardant Tumbun Fulani sur les bords du lac. Le 4 avril, Idriss Déby déclare qu'il n'y a plus « un seul jihadiste sur l'ensemble de la zone insulaire ». Le 6 avril, le porte-parole du gouvernement, Oumar Yaya Hissein, déclare quant à lui qu'il n'y a « plus un seul élément de Boko Haram sur le territoire tchadien ». L'opération prend fin le 8 avril.

## Pertes
Le porte-parole de l'armée tchadienne, le colonel Azem Bermendoa Agouna, déclare le 9 avril à l'AFP que 52 soldats tchadiens ont été tués dans l'opération. Ce nombre est assez semblable à celui revendiqué par l'EIAO, qui revendique la mort de 70 militaires, plus d'autres tués dans une frappe aérienne tchadienne mal guidée.
Du côté des djihadistes, l'armée revendique un bilan de 1 000 morts et de 50 pirogues motorisées détruites. Le bilan des pertes djihadistes est cependant invérifiable et est probablement exagéré,,. Une source militaire du Monde parle de plusieurs centaines de morts dans les rangs des djihadistes. La Fondation Jamestown estime également le bilan officiel donné par le gouvernement tchadien est probablement exagéré, indiquant que les images publiées par les autorités tchadiennes ne montrent que quelques dizaines de combattants djihadistes tués. De nombreuses images montrent également des camions chargés d'armement capturé.
58 prisonniers sont transférés dans la capitale tchadienne mais 44 sont découverts morts dans leur cellule le 16 avril 2020. L'autopsie, effectuée sur quatre cadavres, indique « qu'il y a eu consommation d'une substance létale et iatrogène, ayant produit un trouble cardiaque chez les uns et une asphyxie sévère chez les autres »,,. Les autorités tchadiennes évoquent un possible suicide collectif, tandis la Convention tchadienne de défense des droits de l'Homme (CTDDH) estime que les prisonniers, dont l'appartenance à Boko Haram n'est selon elle pas avérée, pourraient avoir succombé à cause de mauvais traitements, comme l'absence d'eau et de nourriture. Cette dernière version est confirmée par la Commission nationale des droits de l'Homme qui indique le 7 août 2020 dans un rapport que ce sont les conditions de détention (cellule exiguë, la chaleur, la soif et la faim) qui « sont à l'origine du décès des 44 détenus ». Selon ce rapport, les gardiens « n'ont daigné porter dans ces conditions assistance à personne en danger malgré les cris de détresse et les prières récitées par les détenus toute la nuit de 20H00 à 06H00 du matin ». Il indique également que « les détenus ont été arrêtés bien après l'opération de l'armée » et que selon « les proches des victimes interrogés par la Commission, les détenus étaient "pour la plupart des chefs de famille partis à la recherche de la pitance quotidienne ». Les quatorze détenus survivants affirment pour leur part avoir été arrêtés pour avoir violé l'état d'urgence et l'interdiction de déplacement instaurés dans la région du lac Tchad avant l'opération militaire.

## Conséquences
L'opération, très médiatisée, voit l'affluence de messages de soutien envers l'armée tchadienne via les réseaux sociaux tchadiens. Elle permet à Idriss Déby de recréer un consensus national vis-à-vis des opérations militaires, après les attaques controversées des forces armées contre des groupes d'autodéfense de Miski en 2018 et 2019.
Après s'être plaint quelques jours plus tôt que le Tchad est « seul à supporter tout le poids de la guerre contre Boko Haram », Idriss Déby annonce le 9 avril le retrait de ses hommes des opérations militaires des zones extérieures. Il déclare : « Nous nous sommes battus seuls aux confins du lac Tchad sans l'apport des pays censés nous aider. [...] Nos soldats sont morts pour le lac Tchad et pour le Sahel. À compter d'aujourd'hui, aucun soldat tchadien ne participera à une opération militaire en dehors du Tchad »,. Cependant selon un communiqué publié le 12 avril par le Ministère tchadien des Affaires étrangères, la décision ne concerne ni le G5 Sahel, ni la MINUSMA, mais uniquement le bassin du lac Tchad.
Selon le journaliste du Monde, Cyril Bensimon : « Le président tchadien est coutumier de ce genre de menaces, jamais mises à exécution. Les interventions extérieures sont devenues pour lui une rente de situation et l’assurance d’une grande mansuétude de la part des partenaires étrangers, la France en tête ». Il cite également une source officielle française : « C’est sa méthode habituelle pour mettre tout le monde sous pression. Déby est très remonté contre les Nigérians, qui ne font rien en relais des Tchadiens sur le lac Tchad, et frustré que les Nigériens soient dans l’impossibilité de combattre en même temps sur leurs fronts est et ouest ». Le Tchad prévoyant d'être victime de graves problèmes économiques avec la pandémie de Covid-19 et la chute des cours du pétrole, l'opération est l'occasion pour Déby de se mettre en avant afin de garder le soutien de ses partenaires étrangers.
Après l'arrêt de l'opération au bout de deux semaines, l'EIAO n'est pas vaincu et continue ses opérations, menant le 19 avril une attaque sur deux embarcations militaires tchadiennes près de Ngouboua. Quatre soldats sont tués, un cinquième est capturé avant d'être exécuté le 25 avril. En réponse à l'opération, la faction de Shekau aurait, elle, tué le 5 avril le chauffeur d'une équipe médicale enlevée en 2019.